# Zoltánháza
Zoltánháza (szlovénül: Zenkovci, vendül: Zenkouvci, németül: Zelting) falu Szlovéniában, Muravidéken, Pomurska régióban. Közigazgatásilag Battyándhoz tartozik.

## Fekvése
Muraszombattól 14 km-re északnyugatra, a Vendvidéki-dombság (Goričko) területén a Bezjak-patak partján fekszik.

## Története
Első írásos említése 1366-ből való "Zdenkolcz" néven. 1365-ben Széchy Péter fia Miklós dalmát-horvát bán és testvére Domonkos erdélyi püspök kapták királyi adományul és cserébe a Borsod vármegyei Éleskőért, Miskolcért és tartozékaikért Felsőlendvát és tartozékait, mint a magban szakadt Omodéfi János birtokát. A település a későbbi századokon át is birtokában maradt ennek családnak. Az 1366-os beiktatás alkalmával részletesebben kerületenként is felsorolják az ide tartozó birtokokat, melyek között a falu "Zdenkolcz in districtu Waralyakunriky" alakban (azaz a váraljakörnyéki kerülethez tartozó Beznóc) szerepel. 1499-ben „Zwenkowcz” néven szerepel. A falu fejlődése töretlen volt 1640-ig, amikor súlyos török támadás érte de erről kevés történeti forrás áll rendelkezésre. A 17. században a bodóhegyi Szent Lénárt plébániához tartozott.
Vályi András szerint " ZENKÓCZ. Tót falu Vas Várm. földes Urai Gr. Szapáry, és több Uraságok, fekszik F. Lendvának szomszédságában, és annak filiája; síkos földgye termékeny, réttye jó, legelője, fája elég van, keresetre módgya Stájer Országban, szőleje is van."
Fényes Elek szerint " Zenkócz, vindus falu, Vas vmegyében, a muraszombati uradalomban: 210 evang., 63 kath. lak."
Vas vármegye monográfiája szerint "Zoltánháza, 70 házzal és 399 r. kath. és ág. ev. vallású, vend lakossal. Postája Bodóhegy, távírója Muraszombat."
1910-ben 458, túlnyomórészt szlovén lakosa volt. A trianoni békeszerződésig Vas vármegye Muraszombati járásához tartozott. 1919-ben átmenetileg a de facto Mura Köztársaság része lett, majd a Szerb–Horvát–Szlovén Királysághoz csatolták, ami 1929-től Jugoszlávia nevet vette fel. 1941-ben átmeneti időre ismét Magyarországhoz tartozott, 1945 után visszakerült jugoszláv fennhatóság alá. A falunak ekkoriban még volt német lakossága, akiket elűztek a kommunista partizánok. 1991 óta a független Szlovénia része. 2002-ben 354 lakosa volt. A faluban jelentős számú roma lakosság is él.

## Híres szülöttek
- Johann Mickl (szül. Mickl János) német generális, előbb az osztrák-magyar hadseregben, majd a Wehrmachtban, zoltánházi német családban született.